# قضية شبيغل
قضية شبيغل أو فضيحة شبيغل (بالألمانية: Spiegel-Affäre) كانت فضيحة سياسية في ألمانيا الغربية عام 1962. نشأت عن نشر مقال في مجلة دير شبيغل -مجلة ألمانيا سياسية أسبوعية- عن قوات الدفاع الوطنية.
وتضمنت الفضيحة صراعاً بين وزير الدفاع فرانز جوزيف شتراوس ورودولف أوغشتاين، مالك ورئيس تحرير مجلة دير شبيغل. كلفت هذه القضية شتراوس منصبه، وطبقاً لبعض المعلقين [من؟]، فقد وُضعت ديمقراطية ألمانية الغربية ما بعد الحرب في أول اختبار ناجح لحرية الصحافة.

## السبب

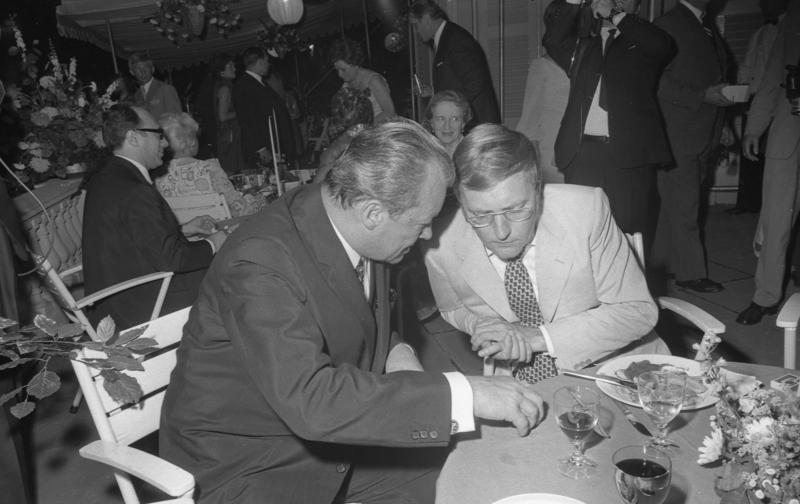
رودولف أوغشتاين (يمين) في عام 1970 مع المستشار فيلي براندت

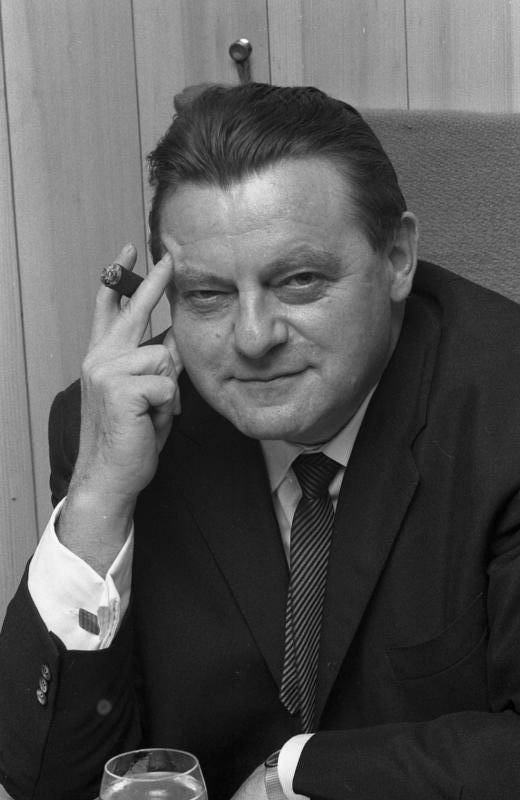
شتراوس في عام 1966

بدأ الصدام بين شتراوس وأوغشتاين في عام 1961 عندما أثارت شبيغل اتهامات بالرشوة لصالح شركة البناء FIBAG التي حصلت على عقد لبناء منشآت عسكرية. لكن التحقيق البرلماني لم يعثر على أي دليل ضد شتراوس.
تصاعد الخلاف عندما نشرت مجلة دير شبيغل في 8 تشرين الأول/أكتوبر 1962 مقالة كتبها كونراد آلرز بعنوان "Bedingt abwehrbereit" («مستعد جزئياً للدفاع») عن تمرين لحلف شمال الأطلسي يدعى "Fallex 62". وتضمن المقال «تفاصيل عن أداء قوات الدفاع لألمانيا الغربية» و«تقييم قائد قوات حلف شمال الأطلسي الذي وجد أن القوات الألمانية الغربية مستعدة بشكل جزئي وغير كامل للدفاع عن البلاد».
اتُهمت المجلة بالخيانة (Landesverrat) لنشرها تفاصيل، زعمت وزارة الدفاع بأنها وثيقة تحوي أسرار دولة خاصة بالوزارة. في الساعة 9 مساءً وفي 26 أكتوبر/تشرين الأول داهم 36 شرطيًا مكاتب المجلة في هامبورغ، فضلاً عن منازل العديد من الصحفيين فيها، وقاموا بمصادرة آلاف الوثائق. تم القبض على أوغشتاين ورؤساء التحرير كلاوس ياكوبي ويوهانس إنغل. كما ألقي القبض على صاحب المقال آليرز، الذي كان يقضي إجازته في إسبانيا في فندقه أثناء الليل. بقي أوغشتاين رهن الاحتجاز لمدة 103 أيام. وظلت المكاتب مغلقة لأسابيع.
تم إبلاغ المستشار الاتحادي كونراد أديناور بإجراءات شتراوس. ومع ذلك فقد تم استبعاد وزير العدل فولفغانغ شتامبيرغير -المنتمي للحزب الديمقراطي الحر- من جميع القرارات. تسببت أنباء الاعتقالات في حدوث أعمال شغب واحتجاج في جميع أنحاء ألمانيا الغربية. أنكر شتراوس في البداية أي تورط له، واشتكى أديناور في خطاب له من «هاوية الخيانة» ("Abgrund von Landesverrat").
أُجبر شتراوس أخيرا على الاعتراف بأنه اتصل بالملحق العسكري لألمانيا الغربية في مدريد وحثه على اعتقال آلار. كان هذا غير قانوني بشكل واضح - كما صرح وزير الداخلية هيرمان هوكرل، "etwas außerhalb der Legalität" («أمر خارج الشرعية»). منذ أن كذب شتراوس على البرلمان، استقال في 19 نوفمبر/تشرين الثاني الوزراء الخمسة في الحزب الديمقراطي الحر من الحكومة مطالبين بطرد شتراوس من منصبه. مما وضع أديناور نفسه في خطر. ووجد نفسه متهماً علناً بدعم قمع الصحافة الناقدة مع موارد الدولة.

## النتائج
في 26 نوفمبر / تشرين الثاني أنهت الشرطة احتلالها لمكاتب شبيغل، بينما ظل أوغشتاين وآلرز وثلاثة آخرون رهن الاعتقال - بقي أوغشتاين معتقل حتى 7 فبراير / شباط 1963. في ديسمبر / كانون الأول 1962 شكل أديناور ائتلافًا جديدًا مع الحزب الديمقراطي الحر، ولكن شتراوس وشتامبيرغر كانا خرج التشكيل الوزاري.
في 13 مايو / أيار 1965 رفضت المحكمة الاتحادية العليا Bundesgerichtshof (أعلى محكمة استئناف ألمانية) فتح محاكمة ضد أوغشتاين وآلرز، حيث قررت بأنه خلال هذه القضية تخطى شتراوس صلاحياته وارتكب Freiheitsberaubung (الحرمان من الحرية الشخصية)؛ ومع ذلك وبسبب إيمانه بالتصرف بشكل قانوني ("Verbotsirrtum")، كان معفى من العقاب. وقد أثيرت القضية أيضًا أمام المحكمة الدستورية الاتحادية الألمانية، التي أصدرت قرارًا رائدًا في أغسطس / آب 1966 وضع الأسس الخاصة بحرية الصحافة لعقود قادمة.